# Я 132-й
«Я — 132-й» — одно из крупнейших студенческих движений в истории Мексики, выступающее за свободу информации.
Название «Я — 132-й» возникло как выражение солидарности по отношению к 131 студенту, которые в ролике на YouTube ответили на заявления со стороны некоторых политических деятелей. Целями движения являются демократизация СМИ, организация третьего раунда дебатов между кандидатами в президенты, прекращение пиара кандидата в президенты Энрике Пенья-Ньето в средствах массовой информации.

## Зарождение движения
11 мая 2012 года мексиканский президент Энрике Пенья-Ньето в рамках своей предвыборной кампании посетил Иберо-Американский университет в Мехико. В конце лекции со стороны студентов ему был задан вопрос касательно беспорядков 2006 года в Сан-Сальвадор-Атенко. Будучи в те годы губернатором города, Пенья-Ньето призвал мексиканскую полиции разогнать протестующих, что вылилось в волну насилия, в результате которой около 30 человек было ранено, а 13-летний подросток погиб. Ответ Пенья-Ньеты о том, что это были «решительные меры», призванные навести порядок в рамках закона и права государства на применение силы, и что это решение было принято с одобрением Национальным Верховным судом, был принят аплодисментами со стороны его сторонников и криками недовольства со стороны студентов.
В репортажах большей части национальных газет и телевизионных каналов, освещавших мероприятие, говорилось о том, что вопрос и последующая реакция на него были спровоцированы не студентами, а специально посетившими лекцию представителями конкурирующих партий. В ответ на это студенты, в количестве 131 человека, выложили на YouTube видео, в котором продемонстрировали свои студенческие билеты. Видео мгновенно стало вирусным, распространившись по кампусам других университетов. Посмотревшие видео пользователи выражали свою поддержку студентам фразой «Я — 132-й», которая и стала названием движения. Хештег #YoSoy132 несколько дней держался в мировом топ-листе твиттера.

## Протесты
Протестная тактика заключалась в тихих маршах и концертах, имевших целью подвигнуть как можно большее количество людей принять участие в голосовании на выборах. Подобные марши прошли в столице страны, Мехико, а также в штатах Кампече, Дуранго, Агуаскальентес, Сакатекас, Юкатан, Герреро, Халиско, Нуэво-Леон, Керетаро, Чьяпас, Оахака, Веракрус, Мехико, Пуэбла, Идальго, Кинтана-Роо, Нижняя Калифорния и Табаско.
За пределами страны многие мексиканские студенты, в том числе и те, что получали правительственные гранты на обучение за рубежом, выражали солидарность с этим движением. Сообщения о поддержке поступали о мексиканцев, обучающихся в Лондоне, Париже, Чикаго, Мюнхене, Мадриде, Вене, Рио де Жанейро, Женеве, Штутгарте, Нью-Йорке, Барселоне, Квебеке, и многих других. Успех движения, объединившего под своим знаменем тысячи студентов, и способного повлиять на результаты выборов, вызвал серьезную обеспокоенность властей.

## Цели движения
5 июня 2012 года студенты, собравшиеся в Национальном Автономном университете Мексики, самом большом учебном заведении страны, пришли к выводу о том, что движение не должно концентрироваться только на президентских выборах, а стать силой национального масштаба.
Основные принципы
18 июня 2012 года Международная группа движения «Я — 132-й», опубликовала документ, содержащий их основные принципы, среди которых: беспартийность, мирный характер, направленность на студентов как на основной катализатор социальных изменений, светскость, плюрализм, социально-политический характер, гуманизм, автономность, постоянных характер и анти-неолиберализм.
Своим успехом движение объявило то, что вторые президентские дебаты транслировались по всей стране медиакомпаниями Телевиса и ТВ Ацтека, которые до этого описывались как ненадежные и недостоверные источники информации. Дебаты состоялись между кандидатами в президенты Жозефиной Васкес Мотой, Габриелем Куадри и Андресом Мануэлем Лопесом Обрадором. Энрике Пенья-Ньето отказался участвовать в третьем раунде дебатов, заявляя о нарушении условия беспристрастности.
Дебаты транслировались в прямом эфире с помощью платформы Google Hangouts, и просмотреть ее в интернете мог любой желающий. Также событие транслировалось по радио Reactor 105.7, Ibero 90.9 и Radio Ciudadana. Телевизионные каналы Once TV Mexico и 22 транслировали дебаты в воскресенье 24 июня.

## Общественное мнение

### Поддержка
Движение «Я — 132-й» было названо мексиканской «Арабской весной», его сравнивали с событиями 2011 года в арабских странах и с нью-йоркским движением «Захвати Уолл-стрит». Все три этих движения опирались на поддержку населения и использовали социальные медиа в качестве средства общения и организации маршей, а также в качестве способа выражения гражданского протеста.
Представители движения «Захвати Уолл-Стрит» признали эти сходства и выразили поддержку движению «Я — 132-й» на своем веб-сайте.
Кроме того, это движения также выполняет многочисленные задачи, и у него нет явного лидера.

### Противодействие
11 июня 2012 года 4 человека, назвавшиеся «Поколением MX» выложили в YouTube видео, в котором уверяли, что являются ответвлением движения «Я — 132-й», и заявляли о своем вынужденном уходе по причине того, что движение якобы оказывает поддержку кандидату от левых партий Андресу Мануэлю Лопесу Обрадору. Они заявили, что преследуют те же цели, что и движение «Я — 132-й» — демократизацию СМИ, политические реформы, защиту окружающей среды и привлечение внимания политиков к проблемам мексиканской молодежи. Кроме этого видео против движения «Я — 132-й», эта группа больше не была замечена ни в какой реальной политической активности.
Как выяснилось позже, люди, снявшиеся в ролике, были напрямую связаны с мексиканской Институционно-Революционной партией, членом которой является Пенья-Ньето, и против которой выступает движение «Я — 132-й».
Также против движения в социальных медиа выступали так называемые «Пеньяботс», боты, используемые в целях пропаганды.

## Итоги
По результатам выборов 1 июня 2012 года Энрике Пенья-Ньето одержал победу, обошедший своего соперника кандидата от прогрессивных сил Андреса Мануэля Лопеса Обрадора на 6,5 %. В ходе выборов активистами движения «Я 132-й» были зафиксированы массовые нарушения, выражавшиеся в скупке голосов и вбросе заготовленных бюллетеней, и множестве других противоправных действий. Всего было зафиксировано более 1100 нарушений.